# Steve Rifkind
Steve Rifkind (2 de março de 1962), é um empresário da música americana que é, segundo a revista XXL, ele é responsável por ser considerado um dos maiores artistas do hip-hop em seus 25 anos no negócio.
Ele é associado com artísta como Lord Infamous,  Wu Tang Clan, Mobb Deep, Akon, David Banner, Asher Roth, Tha Crow, Joell Ortiz e Big Pun.